# 통전적 신학
통전적 신학은 두 가지 중요한 측면이 결합된 신학이다.
통전적 신학은 방법론적으로 모든 것을 통합한다는 의미를 갖고 있는 신학이다. 통전적 신학에 서 통(統)이란 말은 모든 것을 통합한다는 의미를 지니고 있다. 그러나 통전적 신학은 모든 것을 통합하는 것(Integrity)에 머무는 신학이 아니다.
모든 것을 통합하는 것은 자칫 잘못되면 혼합주의로 흐를 위험이 있다. 통전적 신학은 모든 것을 통합해서 (Wholeness)에 이르고자 하는 신학이다. 즉 통전적 신학은 온전함을 추구하는 신학이다.
통전적 신학의 영어 표기인 '통전적'(holistic)이란 말은 온전함과 관계가 깊은 단어이다. 즉 통전적 신학은 편협함을 극복하고, 중요한 정신과 관점을 소홀히 하거나 간과하지 아니하고 가능한 한 모든 진리를 통합해서 온전한 신학을 형성하고자 하는 신학이다.